# Saint-Coutant-le-Grand
Saint-Coutant-le-Grand ist eine französische Gemeinde mit 416 Einwohnern (Stand: 1. Januar 2022) im Département Charente-Maritime in der Region Nouvelle-Aquitaine. Saint-Coutant-le-Grand gehört zum Arrondissement Rochefort und zum Kanton Tonnay-Charente. Die Einwohner werden Saint-Coutantais genannt.

## Geographie
Saint-Coutant-le-Grand liegt etwa 14 Kilometer ostnordöstlich vom Stadtzentrum von Rochefort an der Boutonne, die die Gemeinde im Süden begrenzt. Umgeben wird Saint-Coutant-le-Grand von den Nachbargemeinden Moragne im Norden, Tonnay-Boutonne im Nordosten, Puy-du-Lac im Osten und Südosten, Champdolent im Süden sowie Lussant im Westen. 

## Bevölkerungsentwicklung
| Jahr                      | 1962 | 1968 | 1975 | 1982 | 1990 | 1999 | 2008 | 2013 |
| Einwohner                 | 305  | 337  | 338  | 306  | 293  | 279  | 336  | 411  |
| Quelle: Cassini und INSEE |      |      |      |      |      |      |      |      |

## Sehenswürdigkeiten

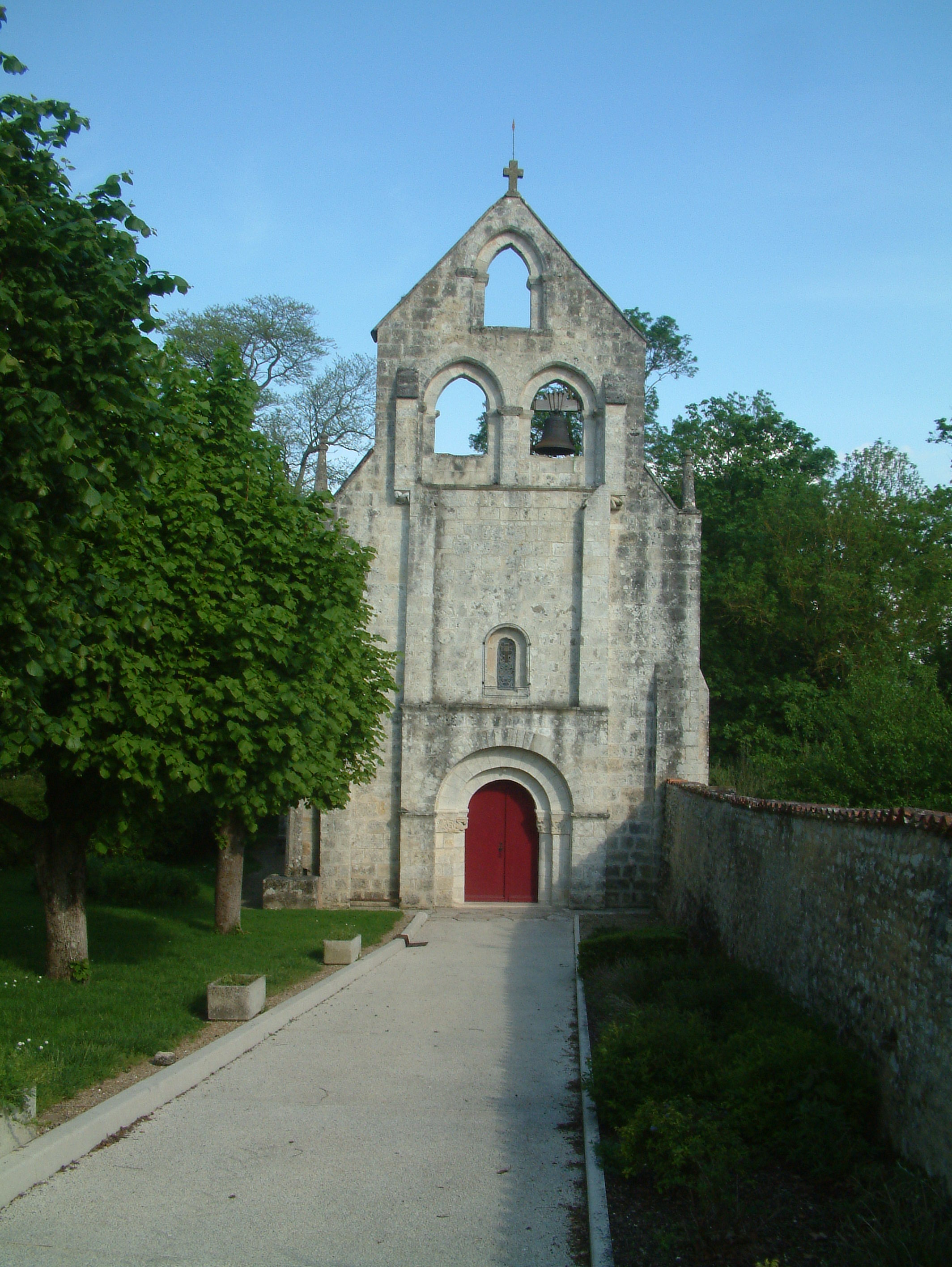
Kirche

- Kirche